# Laurindo Rabelo
Laurindo José da Silva Rabelo (Rio de Janeiro, 8 de julho de 1826 — Rio de Janeiro, 28 de setembro de 1864) foi um médico, professor e poeta romântico brasileiro, patrono na Academia Brasileira de Letras.

## Biografia
Nasceu Laurindo Rabelo de família pobre, filho do miliciano Ricardo José da Silva Rabelo e de Luísa Maria da Conceição.
Apesar da origem humilde, conseguiu com dificuldade vencer as barreiras sociais, e formar-se em Medicina. Antes, porém, chegara a cursar o Seminário de São José, ainda no Rio de Janeiro, pensando em tornar-se padre. Vítima de preconceito e perfídias pelos colegas, decide abandonar o internato. Almejou a carreira militar, mas da mesma forma desistiu.
Na Faculdade de Medicina do Rio de Janeiro iniciou o curso, que concluiu em Salvador, no ano de 1856.
No ano seguinte ingressa no Corpo de Saúde do Exército, seguindo para o Rio Grande do Sul, onde permanece até 1863. Em 1860 tinha se casado com Adelaide Luísa Cordeiro. De volta ao Rio, leciona no curso preparatório para a Escola Militar as disciplinas de História, Geografia e Português.
Apreciava a vida boêmia, gozando de grande talento satírico e capacidade de improviso, fazendo repentes e composições de modinhas - o que lhe granjeou grande popularidade e a alcunha de "Poeta Lagartixa" - dada sua constituição física, "magro e desengonçado", como informa Manuel Bandeira (vide Crítica e análises, abaixo).
Rabelo teve morte prematura, de problemas cardíacos, com apenas trinta e oito anos de vida. Em sua crônica semanal no Diário do Rio de Janeiro de  3/10/1864, Machado de Assis lamenta sua morte: "O Brasil acaba de perder um dos seus primeiros poetas. Se ele tem em alguma conta a glória das musas, o dia em que um destes espíritos deixa a terra, para voar à eternidade, deve ser um dia de luto nacional."

## Composições
Fez Rabelo famosa, à época, parceria com João Luís de Almeida Cunha - conhecido por Cunha dos Passarinhos, compondo com este diversos lundus e modinhas, como "A Despedida" e "Foi em Manhã de Estio". E também O Canto do Cisne (c/ A. J. S. Monteiro).

## Literatura
Integrou a chamada segunda fase do romantismo brasileiro. Publicou em vida apenas um livro, intitulado "Trovas", que foi reeditado postumamente, com acréscimo de outros trabalhos inéditos, e intitulado "Poesias".

### Excertos
Os trechos a seguir ilustram o estilo e o trabalho do poeta (domínio público):
"Deus pede estrita conta de meu tempo,
É forçoso do tempo já dar conta;
Mas, como dar sem tempo tanta conta,
Eu que gastei sem conta tanto tempo?"
(estrofe de "O Tempo") * este soneto é de autoria de Antonio da Fonseca Soares (Antonio das Chagas) (25 Junho 1631 – 20 Outubro 1682) 
"Quando eu morrer, não chorem minha morte,
Entreguem meu corpo à sepultura;
Pobre, sem pompas, sejam-lhe a mortalha
Os andrajos que deu-me a desventura."
(estrofe de "O Último Canto do Cisne")
"No cume daquela serra
Eu plantei uma roseira
Quanto mais as rosas brotam,
Tanto mais o cume cheira.
À tarde, quando o sol posto,
E o cume o vento adeja,
Vem travessa borboleta
E as rosas do cume beija.
No tempo das invernadas,
Que as plantas do cume lavam,
Quanto mais molhadas eram,
Tanto mais no cume davam.
Mas se as aguas vêm correntes,
E o sujo do cume limpam,
Os botões do cume abrem,
As rosas do cume grimpam.
Tenho, pois, certeza agora
Que no tempo de tal rega,
Arbusto por mais cheiroso
Plantado no cume pega.
Ah! Porém o sol brilhante
Logo seca a catadupa;
O calor que a terra abrasa
As águas do cume chupa."
("As Rosas do Cume")

## Crítica e análises
É considerado por José Marques da Cruz como um dos quatro poetas maiores da segunda geração do Romantismo no Brasil, ao lado de Álvares de Azevedo, Junqueira Freire e Casimiro de Abreu. Marques da Cruz assinala: “Autor das “Meditações” , poesias sentimentais onde chora a perda de pessoas queridas, e de versos satíricos de grande merecimento, que lhe valeram muitas inimizades.” (in: História da Literatura, Melhoramentos, São Paulo, 8ª. ed.)
Manuel Bandeira (in: "Apresentação da Poesia Brasileira", Ediouro), regista que sua "alegria exterior escondia porém uma funda mágoa das dificuldades e desdéns que encontrava na vida, e essa tristeza se reflete em acentos comoventes no poema "Adeus ao mundo"."
José Veríssimo (em A Literatura Brasileira, ed. PDF, www.dominiopublico.gov.br, Brasília), consigna que a primeira fase do romantismo "pode dizer-se findo pelos anos seguintes a 1850, quando surge uma nova geração de poetas que dão ao nosso romantismo outra direcção, com inspiração despreocupada de patriotismo ou sequer de nacionalismo, porém por isso mesmo talvez mais pessoal, de um sentimentalismo mais de raiz, e menos religioso ou moralizante, admirador de Byron e de Musset e dos poetas satânicos, como em Franca lhe chamaram, do segundo romantismo europeu. Desses poetas, quatro ao menos, Laurindo Rabelo (1826-1864); Álvares de Azevedo (1831-1852); Junqueira Freire (1832-1855); Casimiro de Abreu (1837-1860), todos publicados de 1853 a 1860, são verdadeiramente notáveis por dons de sensibilidade e de expressão que sem ter o acabado artístico dos futuros parnasianos, lhes traduzia com esquisita felicidade os sentimentos."
Mais adiante, o mesmo autor consigna que "Os mais populares poemas brasileiros, alguns quase adoptados pelo nosso povo como sua poesia, na qual parece rever-se, são destes poetas incluindo (…) Dois Impossíveis, A Minha Resolução, Saudade Branca, de Laurindo Rabelo;".
Por sua obra satírica recebeu, ainda, o epíteto de "Bocage Brasileiro".

## Academia Brasileira de Letras
Laurindo Rabelo foi escolhido para o patronato da cadeira 26 do Silogeu Brasileiro por seu primeiro ocupante, Guimarães Passos.

## Academia Brasileira de Médicos Escritores
Patrono da cadeira 2, cuja fundadora é a médica escritora Maria José Werneck.